# 9926 Desch

9926 Desch

9926 Desch eller 1981 EU41 är en asteroid i huvudbältet som upptäcktes den 2 mars 1981 av den amerikanska astronomen Schelte J. Bus vid Siding Spring-observatoriet. Den är uppkallad efter Steven Desch.
Asteroiden har en diameter på ungefär 2 kilometer.